# Zwei wilde Companeros
Zwei wilde Companeros (Originaltitel: Viva la muerte… tua!) ist ein 1971 entstandener Italowestern unter der Regie von Duccio Tessari. Der prominent mit Franco Nero und Eli Wallach besetzte Film kam am 12. April 1972 erstmals in deutsche Kinos.

## Handlung
Die skrupellose Journalistin Mary O’Donnell bringt Sheriff Randall dazu, den Helden der mexikanischen Revolution „El Salvador“ entfliehen zu lassen, sodass sie ihn zum Revolutionär Tomás führen kann, wo er für den Beginn eines neuen Aufstandes erwartet wird. Der Sheriff, der weiß, dass Mary den Revolutionär nicht kennt, lässt statt des bereits Toten den Banditen Lozoya frei, der mit Hilfe des als Pfarrer verkleideten selbsternannten russischen Prinzen Dimitri Orlowski entkommen kann. Dieser wiederum hat eigene Interessen: Er weiß, dass nur Lozoya die genaue Lage eines vergrabenen Goldschatzes kennt.
Lozoya und Orlowski sind wesentlich mehr interessiert an dem Schatz als an den politischen Zielen der Revolutionäre. Als sie das Gold tatsächlich finden, werden sie von den Truppen der mexikanischen Armee um General Huerta festgenommen, der sie zum Tode verurteilt. Mary kann beide befreien; nun wollen sie die Revolutionäre gegen die regulären Truppen führen, um so ihr Gold wiederzuerlangen. Sie lassen sich aber von den politischen Ideen überzeugen und verteilen nach dem Sieg über Huerta die Beute unter den armen Peones. Mary veröffentlicht die Pläne der beiden, die Revolution in Guatemala zu unterstützen.

## Kritik
Das Lexikon des internationalen Films über die deutsche Fassung: „Unerträglich synchronisierter Italowestern, aufwendig inszeniert, doch ohne nennenswerte Einfälle. Ansätze zur Parodie ersticken in Blei und Leichen.“ Dagegen hät Christian Keßler die Synchronisation für eine von Rainer Brandts besseren Arbeiten und urteilt: „Jede Szene besitzt ihre Reize und gefällt durch geschickte und stets einfallsreiche Inszenierung.“

## Bemerkungen
Das Lied „Don’t Turn the Other Cheek“ – so auch der internationale Titel des Westerns – wird von Hauptdarstellerin Lynn Redgrave interpretiert.
Alternativtitel sind Zwei tolle Companeros und Zwei Galgenvögel geben Zunder.
Das Drehbuch basiert auf Lewis B. Pattens The Killer from Yuma.

## Freigaben
Der Film erhielt zum Kinostart eine Freigabe ab 18 Jahren und lief in einer auf 109 Minuten gekürzten Fassung. Die Videofassung war vom 18. Dezember 1982 bis 31. Oktober 2006 indiziert. Im März 2007 erhielt der Film eine Freigabe ab zwölf Jahren.

## Synchronisation
Die Deutsche Synchron besetzte in der Regie von Karlheinz Brunnemann und nach dem Dialogbuch von Rainer Brandt:
- Franco Nero: Rainer Brandt
- Eli Wallach: Martin Hirthe
- Lynn Redgrave: Renate Heilmeyer
- Eduardo Fajardo: Arnold Marquis
- Victor Israel: Klaus Miedel
- José Jaspe: Eduard Wandrey
- Gunda Hiller: Marianne Lutz
- Gisela Hahn: Renate Danz

sowie Manfred Grote, Dietrich Frauboes, Rolf Schult und Gerd Duwner